# Transformator bezpieczeństwa
Transformator bezpieczeństwa, często potocznie nazywany „behapowcem” – transformator jednofazowy obniżający napięcie do poziomu  napięcia bezpiecznego, najczęściej o napięciu wtórnym 24V (230/24V). Wymagania dotyczące transformatorów bezpieczeństwa opisuje norma PN-EN 61558-2-6:2009.

## Zastosowanie
Transformator bezpieczeństwa wykorzystywany jest do zasilania obwodów elektrycznych w miejscach o dużym zagrożeniu porażeniem prądem elektrycznym oraz w miejscach, gdzie wymagają tego przepisy. Stosowany np. do zasilania oświetlenia w kanałach warsztatowych.